# 淡水河 (上海)
淡水河，是上海市闵行区南部的一条河流，流经颛桥镇、吴泾镇和江川路街道。北起六磊塘，南迄黄浦江，横穿上海交通大学闵行校区，交经北潮浜、东七河、东六河、南潮浜、俞塘、东五河、塘泗泾、东四河、东三河、东二河、新蒋家港、东新河、乐道河、东一河、金英河。长7.75公里，河面宽16-18米，底宽6米，底高-0.5-0.00米，常年平均水量24.5万立方米，可通航60吨以下船舶。

## 历史
元末明初时，宣德进士蒋性中之父蒋荣迁居于此，称其为淡溪。清代称淡水沥，康熙年间《上海县志》有记载，嘉庆年间《上海县志》指明“在横沥东，西分横沥之水，东接莺窦湖之水，南入于浦”。同治一十二年（1873年）十月疏浚时记载“淡水沥南出黄浦，北达极港，长一千四百五十八丈八尺”。民国初年称淡水河，1949年后河道改造为现状。
淡水河曾多次疏浚。清代三次疏浚：乾隆元年（1736年）、同治一十二年（1873年）十月、光绪二十二年（1896年）。1949年后：1982年12月、1991年冬、2005年、2016年。

## 赛艇道
上海交通大学于淡水河上建立了赛艇道。一期工程于2016年4月建成，是中国高校校园内首条赛艇道。